# 손목 시계

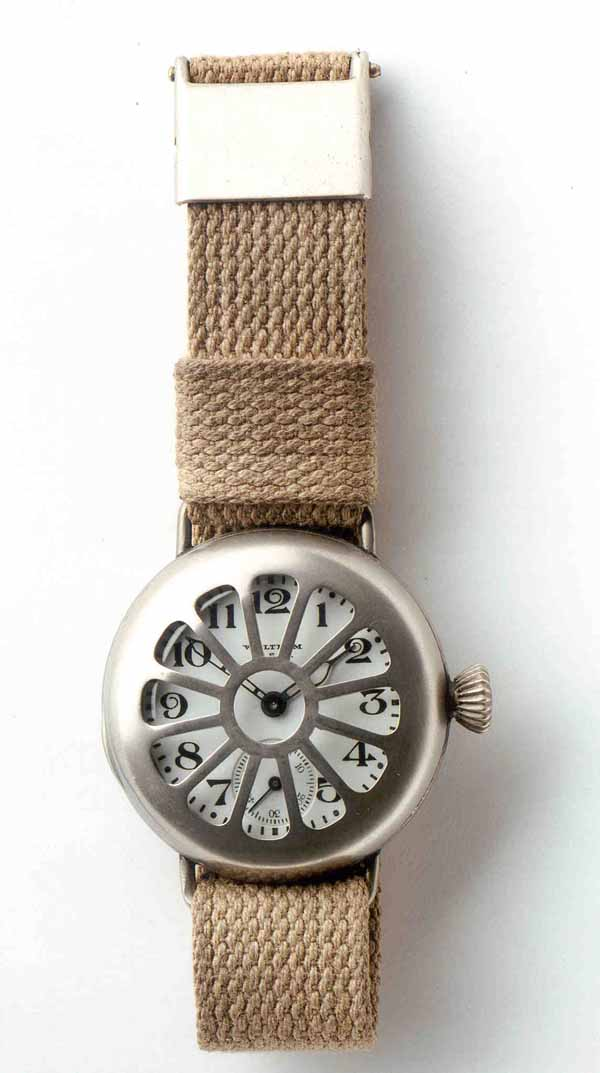
초기 미국 월섬 시계사의 시계로 세계 1차 대전 당시 병사에 의해 착용되었던 것이다.

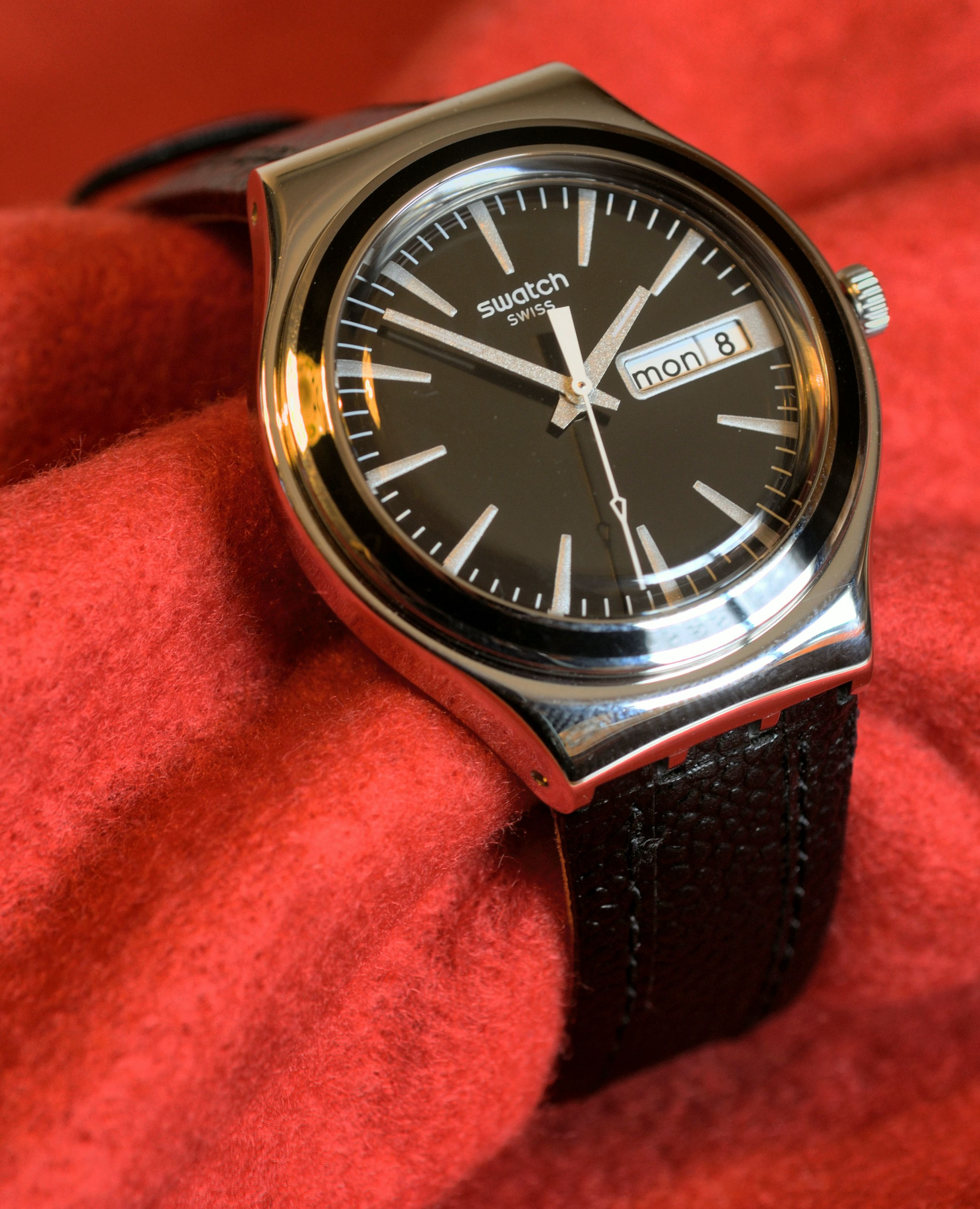
오늘날 손목시계

손목 시계(영어: Wristwatch)는 가죽줄이나 쇠줄 등으로 손목에 끼워서 사용하는 작은 휴대용 시계(영어: Watch)이다.

## 역사
태엽을 통해 구동되는 일반적 벽시계(Clock)는 14세기 초기부터 출현했으며 15세기 말에 시계의 동력인 금속 태엽이 발명 되면서 소형 시계의 역사가 시작된다. 태엽을 최초로 구상한 레오나르도 다 빈치의 기술적 생각은 강철로 태엽을 만든 독일의 자물쇠공인 P.헨라인에 의해 만들어졌다. 이러한 기술은 영국에 전해져 런던은 휴대 시계 제작의 중심지가 되었다.그 후 17세기 가지고 다닐 수 있는 형태의 시계(Watch)로 발전했다. 가지고 다닐 수 있는 형태의 시계 중 손목에 착용하는 것은 손목 시계(wristwatch)로 불리며 회중시계(Pocket watch)는 주머니에 넣어 휴대할 목적으로 만들어진 것이다. 현재 기록되어있는 제일 오래된 손목시계는 나폴레옹 1세의 황후 조세핀이 사용한 시계이다. 손목시계가 일반적으로 사용되기 시작한 것은 19세기 말 부터이다. 최초의 시계는 순전히 태엽 장치(clockwork)로 구동되는 기계식 시계였으며 그 후 기술의 진보로 기계식 태엽 장치에서 수정 진동자를 이용해 더 정확한 시간을 나타내는 쿼츠 시계로 상당 부분 대체되었다. 쿼츠 기술은 1969년 12월에 상용화를 성공시킨것은 세이코이다. 초기 쿼츠시계의 가격은 중형차 1대값 정도였다. 세이코는 기술을 계속 발전시켜 지금의 가격에 이르게 되었다.

## 시계의 구분
한국어로는 모두 시계이지만 영어권에서는 작은 시계와 큰 시계를 구분해서 부른다. 호주머니에 넣어 다니는 회중 또는 포켓 시계, 손목에 착용하는 손목 시계와 같이 휴대할 수 있는 작은 것은 워치(Watch)이고, 괘종 시계 또는 벽 시계 교회 시계 등 휴대가 불가능한 것은 클락(Clock)이다.

## 구성
손목시계의 구성은 동력인 무브먼트, 시간이 표현되는 다이얼, 그리고 침으로 구성된 핸즈, 그것을 보호하는 케이스와 글라스와 시간을 조절하거나 날짜를 맞추는 등 조정에 필요한 용두로 구성된다. 그 중에서 가장 핵심은 시계를 움직이게 하는 무브먼트이다.

### 시계 무브먼트
시계의 무브먼트는 가장 핵심적인 부분으로 무브먼트의 종류는 쿼츠 무브먼트와 메커니컬 무브먼트로 나뉜다. 그리고 다시 메커니컬 무브먼트는 태엽식 무브먼트와 오토매틱 무브먼트로 나뉜다.
쿼츠 무브먼트는 배터리가 필수로 필요하여 크리스탈 진동이 핵심이며 배터리는 전기를 공급하여 전자 회로기판에 연결된 쿼츠에 전기 신호를 가해 쿼츠 내부가 주기적으로 흔들리게 한다. 따라서 쿼츠 무브먼트로 이루어진 시계는 1초마다 계산된 전기신호에 의해 시계 바늘이 움직이기 때문에 끊어지듯 바늘이 돌아간다.
태엽식 무브먼트는 최초의 메커니컬 무브먼트로 태엽을 직접 감아야 하는 것이 특징이다. 태엽식 무브먼트의 작동은 시계 머리 부분 옆에 달려있는 용두를 직접 손으로 돌려 태엽을 감으면서 시작된다. 용두를 돌리게 되면 용심에 의해 돌리는 힘이 크라운 휠에 전해지게 되는데 크라운 휠이 감기면서 동시에 래칫 휠이 시계방향으로 감기게 된다. 이 때, 클릭 스프링이 래칫 휠이 반시계방향으로 역회전하지 않도록 해주는 역할을 하는데 감겨진 래칫 휠은 메인스프링 배럴 전체를 회전시키면서 내부에 있는 초침과 연결된 태엽 그리고 분침과 연결된 태엽 마지막으로 시침과 연결된 태엽을 감기게 한다.
오토매틱 무브먼트는 무게 회전추와 밸런스 휠에 의해 움직이며 사람의 운동에너지가 원동력이 된다. 보편적인 원리의 핵심은 무게 회전추와 밸런스 휠에 있다. 사람이 일상 생활을 하는동안 팔이나 손목을 움직이게 되면, 자동적으로 오토매틱 무브먼트의 무게 회전추가 움직이면서 시계 태엽을 감아준다. 그리고 스프링으로 인해 시계 내부의 다른 태엽까지 감기게 되고 태엽이 다시 풀리는 힘에 의해 기어가 돌아가서 시계 바늘이 움직이게 된다.
무브먼트를 드러내고 싶은 브랜드들의 시계는 시계의 뒷면 케이스백 백케이스를 통해 무브먼트를 볼 수 있도록 해놓는다. 이를 그대로 비친다고 해서 시스루백 이라고 하는데 사실 이 기술의 구현은 투명하면서도 단단한 크리스탈 제조기술의 발전 덕분이다. 뒷면을 드러내는 시계들은 그 안의 무브먼트에 장식을 더한다. 브릿지 위에 작은 원을 일정한 방향으로 겹쳐서 찍어 진주처럼 은은하게 빛나도록 한 페를라주 장식이 일반적이다. 원을 겹쳐서 찍는데 세로줄로 일정하게 반복되는 무늬는 제네바 스트라이프 꼬뜨 드 제네브 라고 한다.

## 무브먼트의 제작
반 조립 상태의 무브먼트를 로 무브먼트, 에보슈라고 한다. 무브먼트의 구상, 제작, 조립에는 최소 3년 이상의 시간과 자본 투자가 필요하다. 그래서 많은 시계 브랜드들은 반 조립 상태의 무브먼트를 구입해서 사용하는 경우가 많은데 대표적인 회사로는 스와치 그룹의 에타, 그리고 셀리타, 소프로드, 라 주 페레레 등이 있다. 회사 내부에서 직접 무브먼트를 제작하는 경우 인하우스 무브먼트라고 부른다. 인하우스 무브먼트만을 사용하는 대표적인 회사로 롤렉스, 세이코 등이 있다.

## 시계의 소재
현재 시계의 소재는 아주 다양하다. 무브먼트는 황동이나 구리, 최근에는 티타늄 등의 소재로 제작되는데 케이스의 경우 초창기에는 금 소재가 많았다. 기계식 시계는 누구나 소유할 수 있는 물건이 아니었다. 금으로 세공하고 그 위에 에나멜화를 그리거나 보석을 세팅하는 등 장식을 더한 고가의 제품이었다. 한정생산 등 특별한 시계에는 금보다 더 비싼 플래티늄을 사용하기도 하며 자체 합금 기술로 독자적인 소재를 개발하기도 한다. 그러나 현대에 들어서 가장 보편화된 소재는 스틸이며 스틸소재에 코팅 처리를 통해 색과 견고함을 더하기도 한다.

## 같이 보기
- 시계
- 포켓 워치